# Conisania cervina
Conisania cervina är en fjärilsart som beskrevs av Evans 1842. Conisania cervina ingår i släktet Conisania och familjen nattflyn. Inga underarter finns listade i Catalogue of Life.